# 小笠原長遠
小笠原 長遠（おがさわら ながとお、生没年不詳）は、幕末の幕臣（旗本）。通称は弥八郎。官名は河内守。
文久3年（1863年）、中奥小姓より目付に任ぜられる。慶応3年（1867年）に京都見廻役となり、王政復古した12月には新遊撃隊に名称が変わったことで新遊撃隊頭となるが、9月に病を得て12月に退役となる。 隠居後、忍斎と号する。静岡藩が成立すると静岡に移住した。
明治3年（1870年）4月、坂本龍馬暗殺に関して襲撃に関して今井信郎が自供、当時の見廻役は小笠原だと供述したため、刑部省は静岡藩を通して問い糾した。この件に関して「無関係だ、慶応3年（1867年）9月から病を得ていたが、龍馬暗殺当時は11月で退役前なので、配下による襲撃を知らなかったことは無念で恐れ入るのみ」と詫びた。静岡藩は信用できるものとして保証し刑部省に報告した。